# Serie A2 1988-1989 (pallanuoto maschile)
La Serie A2 1988-1989 è la quinta edizione di questo torneo, che dal 1985 rappresenta il secondo livello del campionato italiano di pallanuoto maschile.

In questo campionato ci sono state ben cinque promozioni in A1: Civitavecchia e Volturno sono state promosse direttamente e ammesse ai Play-off scudetto, Camogli, Fiamme Oro e Mameli tramite i Play-out.

## Classifica finale
|  |     | Serie A2 '88-'89   | Pt | G  | V  | N  | P  | GF  | GS  | DR   |
|  | --- | ------------------ | -- | -- | -- | -- | -- | --- | --- | ---- |
|  | 1.  | Civitavecchia      | 37 | 22 | 17 | 3  | 2  | 243 | 170 | +73  |
|  | 2.  | Volturno           | 36 | 22 | 17 | 2  | 3  | 242 | 175 | +67  |
|  | 3.  | Camogli            | 26 | 22 | 11 | 4  | 7  | 226 | 199 | +27  |
|  | 4.  | Como               | 25 | 22 | 12 | 1  | 9  | 207 | 199 | +8   |
|  | 5.  | Mameli             | 24 | 22 | 11 | 2  | 9  | 209 | 194 | -15  |
|  | 6.  | Fiamme Oro         | 22 | 22 | 9  | 4  | 9  | 212 | 200 | +12  |
|  | 7.  | Catania            | 22 | 22 | 8  | 6  | 8  | 179 | 176 | +3   |
|  | 8.  | Salerno            | 20 | 22 | 10 | 0  | 12 | 175 | 176 | -1   |
|  | 9.  | Roma               | 19 | 22 | 8  | 13 | 11 | 187 | 208 | -21  |
|  | 10. | Caserta            | 16 | 22 | 7  | 2  | 13 | 177 | 204 | -27  |
|  | 11. | Calidarium Palermo | 14 | 22 | 6  | 2  | 14 | 209 | 258 | -49  |
|  | 12. | Triestina          | 6  | 22 | 0  | 3  | 19 | 159 | 266 | -107 |

## Verdetti
- NC Civitavecchia e Volturno promosse in serie A1 e ammesse ai Play-off Scudetto
- RN Camogli, SN Mameli e Fiamme Oro promosse in A1 attraverso i Play-out
- Caserta, Calidarium Palermo e US Triestina retrocesse in Serie B